# Petalium californicum
Petalium californicum är en skalbaggsart som beskrevs av Henry Clinton Fall 1905. Petalium californicum ingår i släktet Petalium och familjen trägnagare. Inga underarter finns listade i Catalogue of Life.